# Ördekhacı, Otlukbeli
Ördekhacı là một xã thuộc huyện Otlukbeli, tỉnh Erzincan, Thổ Nhĩ Kỳ. Dân số thời điểm năm 2010 là 6 người.